# A Sense of Loss
A Sense of Loss je třetí studiové album italské progressive rockové skupiny Nosound. Vydáno bylo v říjnu 2009 vydavatelstvím Kscope. Album bylo oceněno italskou cenou Prog Award jako nejlepší nahrávka roku 2009.
Podle Giancarla Erry obsahuje více alternativně rockových a post-rockových prvků, než předchozí atmosférické album Lightdark. Nachází se zde také méně elektronických syntezátorů, které byly nahrazeny smyčcovým kvartetem.
Jedná se o první album skupiny, které bylo premiérově vydáno ve vydavatelství Kscope. V online verzi ke stažení bylo zpřístupněno 26. října 2009, na fyzickém nosiči vyšlo 2. listopadu 2009. Toto vydání obsahuje jednak běžné CD s albem, jednak DVD s celým albem ve dvou verzích 24bitových mixů vyšší kvality v prostorovém zvuku 5.1 a s bonusovým materiálem, jako jsou videa či fotogalerie.

## Seznam skladeb
Všechny skladby napsal(i) Giancarlo Erra. 
| Pořadí         | Název                       | Délka |
| -------------- | --------------------------- | ----- |
| 1.             | Some Warmth Into This Chill | 7:54  |
| 2.             | Fading Silently             | 8:26  |
| 3.             | Tender Claim                | 8:06  |
| 4.             | My Apology                  | 5:40  |
| 5.             | Constant Contrast           | 5:42  |
| 6.             | Winter Will Come            | 15:38 |
| Celková délka: | Celková délka:              | 51:42 |

## Obsazení
- Nosound
  - Giancarlo Erra – zpěv, kytary, klávesy
  - Paolo Martelacci – klávesy, zpěv
  - Paolo Vigliarolo – akustické kytary
  - Alessandro Luci – baskytara
  - Gigi Zito – bicí, zpěv
- Wooden Quartet
  - Melania Maggiore – první housle
  - Ludovica Alberti – druhé housle
  - Roberta Rosato – viola
  - Irene Maria Caraba – violoncello